# Outlast (jeu vidéo)
 (mars 2016).
Si vous disposez d'ouvrages ou d'articles de référence ou si vous connaissez des sites web de qualité traitant du thème abordé ici, merci de compléter l'article en donnant les références utiles à sa vérifiabilité et en les liant à la section « Notes et références ».
 (mai 2014).
Pour les articles homonymes, voir Outlast.
Outlast est un jeu vidéo indépendant d'horreur en vue à la première personne développé et édité par Red Barrels, sorti en 2013 sur Windows et PlayStation 4 puis sur Xbox One en 2014. Le jeu sort sur Linux et Mac en 2015 et en 2018 sur Nintendo Switch. 
Outlast a été un succès critique et commercial, se vendant à 4 millions d'exemplaires.
Le jeu est d’ailleurs devenu culte sur YouTube.

## Intrigue

### Univers
Outlast est un jeu vidéo d'horreur dans lequel le joueur ne dispose que d'une caméra et n'a pas la possibilité de se défendre ou d'attaquer ses agresseurs. Il est donc contraint de courir ou de se cacher pour survivre. Il peut se dissimuler dans des casiers ou sous des lits. Cependant, lorsque l'ennemi est trop proche du joueur, il peut fouiller ces cachettes, ce qui conduit inévitablement à une attaque. Le joueur peut échapper à ses ennemis en fermant les portes derrière lui afin de les ralentir. Cependant, le seul moyen de s'enfuir est de se faufiler par des passages étroits, capacité que les antagonistes ne possèdent pas. Pour distancer ses agresseurs, le protagoniste peut aussi sauter au-dessus de gouffres, grimper à des échelles, s'échapper par des trappes et escalader certaines surfaces.

Le jeu est très sombre, voire dépourvu de lumière naturelle, ce qui oblige le joueur à utiliser la vision nocturne de sa caméra. Celle-ci possède un temps d'utilisation infini, mais la vision nocturne a une longévité très courte et nécessite des piles pour fonctionner qui sont récupérables par le joueur. Filmer enregistre les événements et inscrit des remarques dans le carnet de notes du joueur. La trame de l'histoire est dévoilée de manière fragmentaire, par le biais de documents trouvés tout au long du jeu. Ce sont des dossiers bleus sur lesquels on peut lire « CONFIDENTIEL ».

### Personnages
- Miles Upshur est un reporter enquêteur ainsi que le protagoniste d'Outlast. Il arrive à Mount Massive Asylum pour enquêter sur les activités étranges qui s'y déroulent à la suite d'un courriel envoyé par un employé de l'asile. Durant son exploration de l'asile, il se fait sectionner deux de ses doigts par Richard Trager puis l'écran de sa caméra se brise. Le jeu se termine lorsque le joueur désactive la capsule de survie de Billy Hope, puis se fait alors abattre par des soldats qui accompagnent Rudolf Gustav Wernicke. Mais étant devenu le nouvel hôte du Walrider, Miles Upsur se relève et tue Wernicke et ses soldats. Dans Whistleblower, il sauve Waylon Park de Jeremy Blaire et le laisse s'enfuir de l'asile avec sa voiture pour qu'il révèle au monde les atrocités perpétrées par Murkoff.
- Le Walrider, aussi connu sous le nom de l'Essaim, est l'antagoniste principal et l'ennemi final d'Outlast. Il est la cause de la folie qui semble contaminer la plupart des résidents de l'asile et est la déité de la religion du Père Martin et de ses adeptes. On le rencontre une première fois au début du niveau des égouts, après s'être échappé de la prison. À la fin du jeu, il prend Miles comme hôte après que celui-ci ai tué Billy Hope (l'hôte précédent) et ensemble, ils tuent les soldats qui ont de tentés d'abattre Miles.
- Le Père Martin Archimbaud est le second protagoniste d'Outlast. C'est un homme très religieux qui se proclame lui-même comme étant un prophète. C'était un patient de l'asile. Il empêche Miles de fuir l'asile tant qu'il n'aura pas, selon des dires, rempli sa mission de témoin. Après avoir révélé à Miles comment quitter l'asile, il sera brûlé vif par des pensionnaires à sa demande, un sacrifice à la gloire du Walrider.
- Chris Walker est l'un des principaux antagonistes d'Outlast. C'est un Variant récurrent et très large qui poursuit Miles Upshur sans relâche, et qui est considérablement plus grand et fort que les autres résidents. Il a comme particularité d'appeler le joueur par le terme Petit Cochon.  Il cherche à confiner le Walrider, à l'empêcher de sortir, c'est pourquoi il tue tous ceux qui pourraient tenter de s'enfuir y compris Miles Upshur et Waylon Park. Il est un meurtrier sadique, aimant décapiter ses proies. Chris Walker sera tué par le Walrider alors qu'il tentait d'assassiner Miles.
- Les Jumeaux sont deux frères psychopathes et mystérieux. L'un des deux est chauve et c'est la seule caractéristique physique les distinguant. Ils ont chacun une cicatrice au niveau de l'abdomen qu'ils portent d'un côté différent, signe qu'ils devaient être siamois auparavant. Ils tentent à de multiples reprises de tuer Miles Upshur et plus particulièrement Waylon Park mais épargnent le premier en lui ouvrant les doubles portes après le bûcher du Père Martin Archimbaud, comme celui-ci leur avait ordonné. On ne les revoit plus par la suite et on ne sait pas ce qu'ils sont devenus. On ne connaît pas leurs identités.
- Le docteur Richard Trager est l'un des antagonistes majeurs qui apparaît dans Outlast. C'est un ancien cadre de Murkoff devenu un Variant qui fait des expériences sur les patients pour en apprendre plus en biologie. Il est sadique envers ses anciens collègues et ses autres « patients », les mutilant atrocement. Il sauvera Miles des Variants qui le pourchassaient avant de le capturer. Il l'ampute de deux de ses doigts mais, le laissant seul un instant, Miles parvient à s'échapper. Il tentera, à nouveau, de tuer Miles qui fuit dans un ascenseur en mouvement mais c'est lui qui mourra de chute en heurtant malencontreusement le monte-charge, bloquant son corps entre la cabine d'ascenseur et l'étage supérieur et lui brisant ainsi la colonne vertébrale. Son corps est plus tard récupéré par les forces paramilitaires de Murkoff (vu par Waylon Park).
- Le Pyromane (surnommé Pyro) est l'un des Variants spéciaux du jeu. Il met le feu à la cantine et après l'incendie éteint par Miles Upshur, il se jette sur celui-ci pour l'agresser. Miles se défend et le pyromane disparaît. On ne le revoit plus par la suite et on ne connait pas son identité.
- William « Billy » Hope est l'un des principaux protagonistes mais aussi le premier hôte du Walrider, il est enfermé dans une sphère dans les souterrains de Murkoff. Il sera tué dans la sphère par Miles qui a désactivé son système de survie.
- Rudolf Gustav Wernicke est un chercheur et le cofondateur de Murkoff Corporation, ancien membre du parti nazi. C'est un vieillard infirme de plus de 90 ans, se déplaçant en fauteuil roulant et qui est branché sur des appareils vitaux en permanence. Il est visible, enfermé dans son bureau, vers la fin du jeu où il demande au joueur de stopper le Walrider. Aux côtés de nombreux soldats, il est abattu par Miles qui devient à la fin du jeu le nouvel hôte du Walrider.
- Les autres Variants : leurs identités sont inconnues, la plupart d'entre eux attaquent à mains armées le protagoniste, mais certains peuvent se révéler amicaux.
- Les membres de l'asile : Ce sont des civils, des employés ou des agents de la sécurité. Lorsque le Walrider s'échappe, nombre d'entre eux sont massacrés et torturés par les Variants qui profitent de la panique pour s'échapper, se vengeant ainsi des nombreux sévices qu'ils avaient subis. Les scientifiques Andrew et Steve sont probablement assassinés par les variants. L'identité des autres membres restent inconnus.
- Les soldats sont les forces paramilitaires de Murkoff qui tentent d'arrêter le Walrider. Certains comme ceux qui tentent d'abattre Miles seront tués par celui-ci et le Walrider. D'autres comme Stephenson mourront des Variants en liberté dans l'asile. L'identité des autres soldats est inconnue.
- Alan Turing, Bruce Newhouse, Jackson, Jennifer Roland, Cindy Eisner, David Annapurna, Neil Wolfram, Carl Houston, Helen Granat, Shirley Pierce, Zeichner, Ethan Sriskandaraja, F. Ford, Father Clarke, Garett Snow, Grant Williard, J. Billings, Kurt Vigalondo, Lisa Park, Melissa Cho, Raul Roset, Samul, Shirley Pierce, Zeichner et P. Walsh sont mentionnés dans les documents trouvés par le joueur. Bien que certains soient morts, on ignore ce que sont devenus les autres. En plus les noms de certaines personnes sont inconnus.

### Scénario
Miles Upshur, un journaliste d'investigation indépendant, reçoit une information anonyme à partir d'une source identifiée par un dénonciateur. Il lui raconte les expériences inhumaines commises à l'asile de Mount Massive, un hôpital psychiatrique situé dans les montagnes de Lake County au Colorado appartenant à la Murkoff Corporation. Cette société est connue de tous pour des affaires de corruption. En entrant dans l'asile, Upshur est horrifié de découvrir des cadavres qui jonchent le sol (tués par des variants pendant la mutinerie). Un agent du SWAT mourant l'avertit de s'échapper pendant qu'il en est encore temps. En étudiant un peu plus la situation, Upshur trouve les patients de l'asile, connus sous le nom de « Variants », en liberté et hostiles à son égard ; en particulier, un grand homme sadique nommé Chris Walker. Martin Archimbaud, un chef de la secte qui se considère comme prêtre, dit de Miles qu'il a été envoyé par Dieu pour être le témoin de ses évènements nocturnes. Il devient vite évident qu'Archimbaud n'a pas l'intention de laisser échapper Miles, et qu'il idolâtre une entité en apparence surnaturelle connue seulement sous le nom de Walrider, dont il prétend avoir provoqué l'évasion.
Pris au piège à l'intérieur, Upshur est obligé d'explorer l'asile à la recherche d'une sortie. Il doit échapper à plusieurs Variants dont Walker qui le poursuit et les jumeaux en soif de le tuer. Poursuivi dans l'aile des hommes, Upshur est sauvé par un monte-charge qui l'amène dans une autre pièce, avant d'être capturé par son « sauveur », un exécutant Murkoff nommé Richard Trager. Trager est un fou et un « docteur » qui expérimente sur les patients, attache Upshur à un fauteuil roulant et l'ampute de deux doigts. Le toubib s'absentant un court instant ; Miles essaye de s'échapper par un ascenseur. Trager arrive tout de même à attraper le protagoniste alors que l'ascenseur est en mouvement, une lutte s'ensuit qui se termine par la mort du docteur, écrasé au niveau du bassin entre la cabine d'ascenseur et l'étage supérieur, bloquant ainsi la cabine. Upshur rencontre alors Archimbaud encore une fois avec Le Walrider. Miles Upshur ne peut le voir qu'à travers le mode de vision de nuit de sa caméra. Il atteint ensuite un auditorium dans lequel un projecteur fait défiler une bobine de film, Upshur apprend que Le Walrider a été créé par le Dr Rudolf Gustav Wernicke, un scientifique allemand pris en charge par l'Opération Paperclip. Wernicke a élaboré un « moteur morphogénétique » pour l'Allemagne nazie, qui utilise un grave traumatisme psychologique et la thérapie de rêve pour générer un être axé sur des nanorobots malveillants.
En trouvant Martin dans la chapelle de l'asile, Upshur est témoin de son auto-immolation sur un crucifix. Lui indiquant juste avant qu'il pût s'échapper par l'ascenseur Upshur l'utilise pour être finalement trompé. Il descend alors dans une installation souterraine sous l'institution. Suivi et attaqué par Walker, Upshur assiste à l'horrible scène où Walker est tué par Le Walrider. Il trouve ensuite le docteur Wernicke. Upshur apprend que Le Walrider est le résultat d'expériences de la nanotechnologie et qu'il est « hébergé » par le patient catatonique Billy Hope. Ayant reçu les instructions de couper le système de support de vie de Billy Hope, Upshur le fait mais il est immédiatement saisi par le Walrider qui est alors bien affaibli et sans hôte. Sur le point de mourir, il titube vers la sortie, où une équipe de sécurité dirigée par Wernicke lui tire dessus. Upshur s'effondre sur le sol, et Wernicke se rend compte que Miles est devenu le nouvel hôte du Walrider ; des cris de paniques et des coups de feu sont entendus avant que l'écran affiche les crédits et Miles reste sans voix.

## Système de jeu
Outlast est un jeu vidéo de type jeu d'horreur en vue subjective, prenant place dans l'hôpital psychiatrique délabré de Mount Massive (ressemblant fortement à l'hôpital psychiatrique de Buffalo), peuplé de patients plus ou moins violents. Le protagoniste est incapable de se défendre, sauf lors de certaines scènes scriptées où sans armes, il repousse un ennemi (parfois armé). Le joueur doit donc dans les autres cas, fuir ou se cacher (sous des lits ou dans des casiers) pour pouvoir échapper à ses agresseurs (comme dans le jeu Clock Tower). Il peut escalader certains obstacles, se baisser, sauter, et se faufiler à travers des espaces étroits. Aucun antagoniste n'a cette capacité. Il est toujours accompagné de sa caméra qu'il peut activer ou non. Celle-ci consomme de l'énergie et des piles de secours peuvent être trouvées durant l'aventure. Les notes prises par le journaliste et la caméra à vision nocturne permettent de voir dans certains lieux plongés dans le noir et ainsi de mieux comprendre l'histoire du jeu.

## Accueil

### Critiques
Outlast a reçu des critiques majoritairement positives. Chez Metacritic, les notes données à la version PC et la version PS4 sont respectivement de 80/100 et 78/100. Chez GameRankings, la note donnée à la version de PC est de 79,94 %, et celle de la version PS4 est de 76,53 %. Il a reçu un certain nombre d'accolades et récompenses de l'E3 2013, y compris le Most Likely To Make You Faint et un des Best of E3.
Le site de jeux vidéo PC Rock, Paper, Shotgun a donné à Outlast une review très positive, notant que « Outlast n'est pas une expérience montrant à quel point les jeux peuvent être effrayants, c'est une exemplification ». Marty Sliva d'IGN a noté le jeu avec un score de 7.8, gratifiant les éléments d'horreur et le jeu en critiquant la modélisation des personnages et les environnements.

## Outlast 2
Le 26 octobre 2014, Red Barrels confirme le développement d'une suite d'Outlast, intitulée Outlast 2. Elle sort le 25 avril 2017 sur Xbox One, Playstation 4, GNU/Linux et Windows et le 28 mars 2018 sur Nintendo Switch.

## Adaptation au cinéma
En 2024, la société de production Lionsgate annonce la sortie d'un film adapté de la série du jeu vidéo.

### Du même sujet
- White Day: A Labyrinth Named School
- White Day: A Labyrinth Named School (2015 video game) (en)
- Home Sweet Home